# Maps (Yeah Yeah Yeahs)
Maps è un brano musicale del gruppo statunitense Yeah Yeah Yeahs, pubblicato nel 2004 come terzo singolo estratto dall'album Fever to Tell.

## Il brano
Il brano parla della storia d'amore tra Karen O e Angus Andrew, frontman dei Liars ed ex fidanzato della cantante.

## Tracce
CD/7"
1. Maps
2. Countdown
3. Miles Away (John Peel Session)

## Riconoscimenti
Nel 2009 è stata votata come miglior canzone d'amore di musica alternativa di tutti i tempi da NME.
La canzone è inserita alla posizione numero 6 delle 500 migliori canzoni degli anni 2000 secondo Pitchfork.
La rivista Rolling Stone ha inserito il brano alla posizione numero 7 delle migliori canzoni degli anni 2000 e alla posizione numero 386 delle 500 migliori canzoni di sempre.

## Formazione
- Karen O - voce
- Nick Zinner - chitarre, sintetizzatore
- Brian Chase - batteria